# 모리스 화이트
모리스 화이트(영어: Maurice White, 1941년 12월 19일 ~ 2016년 2월 3일)는 미국의 음악가로, 밴드 어스, 윈드 & 파이어의 창립자이자 리더, 주요 작곡가 및 수석 프로듀서로 가장 잘 알려져 있다. 그는 필립 베일리와 함께 밴드의 공동 리드 보컬을 맡기도 했다.
화이트는 《바이브》로부터 "비전가", 《버라이어티》로부터 "총지휘자"로 묘사되었으며, 통산 22회의 그래미 어워드 후보에 올랐고 그중 7개 부문에서 수상하였다. 그는 어스, 윈드 & 파이어의 일원으로 로큰롤 명예의 전당과 보컬 그룹 명예의 전당에 헌액되었으며, 작곡가 명예의 전당에도 개인 자격으로 헌액되었다.  그는 또한 디니스 윌리엄스, 셰어, 이모션스, 바브라 스트라이샌드, 램지 루이스, 닐 다이아몬드 등 다양한 음악가들과 협업하였다.